# Paradiestus egregius
Paradiestus egregius är en spindelart som först beskrevs av Simon 1896.  Paradiestus egregius ingår i släktet Paradiestus och familjen flinkspindlar. Inga underarter finns listade i Catalogue of Life.